# 버지니아 식민지

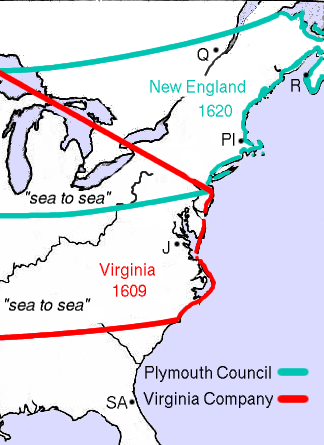
1609년 버지니아 식민지의 영토

버지니아 식민지(Colony of Virginia)는 북미 대륙에 설립된 영국령 식민지이다. 1607년 버지니아 회사에 의해 설립되어 1624년에 국왕령 식민지가 되었다. 그리고 1776년 미국의 독립선언으로 미국 최초의 13개 주의 하나인 버지니아주가 되었다. 체사피크 만과 마주하고 있으며, 현재의 버지니아주, 웨스트버지니아, 켄터키주 전역 및 오하이오주, 인디애나주, 일리노이주, 미시간주, 위스콘신주의 영역에 해당하였다. 마찬가지 체사피크 만에 접해 있기 때문에 북쪽 옆에 있는 메릴랜드 식민지와 함께 체사피크 식민지라고도 불렀다.

## 정착 초기

### 잃어버린 식민지
북미 대륙에서 영국에 의한 본격적인 식민지 개척이 시작된 것은 16세기 말이다. 월터 롤리는 1585년과 1587년에 로어노크섬에 식민지를 개척하여 시도하였다. 롤리는 미국 식민지를 건설하는 계획을 선언하고 영국 국왕 엘리자베스 1세에서 토지를 바쳤다. 그는 그 땅을, 처녀였던 여왕 엘리자베스 1세를 기념하여 버지니아로 명명했다. 하지만 로어노크섬에 이송된 정착민 무리는 이후 실종되었다. 1602년 행방불명된 식민지 거주민을 찾아 탐험대가 파견되었지만, 아무도 발견하지 못했다. 롤리의 실패로 영국 내에는 아메리카 식민지 사업에 대한 투자를 경계하는 풍조가 확산되면서 1607년까지 식민지를 개척하지 않았다.

### 제임스타운의 정착민
1606년, 토마스 스미스를 중심으로 런던 상인은 북아메리카 대륙에 식민지를 계획하고 있었다. 영국 국왕 제임스 1세는 식민지 사업을 위한 회사 설립에 인가를 냈고, 스미스 일행들은 공동 출자 회사인 런던 회사를 설립했다. 곧 런던 회사는 버지니아 회사로 이름을 바꾸고 자금을 모집했다. 그리고 같은 해 12월 최초의 식민지 개척민 105명을 북아메리카 대륙에 보냈다. 방문자 104명(1명은 사망)을 태운 수전콘스턴트 호 등 3척의 선박은 다음해 1607년 4월 26일, 헨리 곶에 도착했다. 식민지 개척자들은 식민지에 적합한 토지를 찾아 제임스 강을 거슬러 올라가 5월 13일, 하구에서 약 48km 거슬러 올라간 지점에 도착했다. 그들은 그곳에 정착하기로 결정하고 국왕 제임스 1세를 따서 《제임스타운》이라고 명명했다. 제임스타운은 북아메리카 대륙 최초의 영국 영구 식민지가 되었다. 이 위치는 제임스 강으로 돌출된 반도이며, 원주민인 인디언의 습격을 방지하기 위한 지형 선택이었다. 그러나 이 일대는 조수가 강하고, 습지에, 음료수에도 염분이 포함되어 있었으며, 말라리아 등 전염병이 발생하기 쉬운 지형이었다. 게다가 정착민들은 협력하여 삶의 터전을 굳게 다질 충분한 준비가 되어 있지 않았다.
식민지에서 불과 반년동안 이주민은 굶주림과 말라리아로 절반 이하로 감소했다. 그런 혼란 속에 있던 정착민을 구한 것은 존 스미스였다. 스미스는 이주민에게 최선을 다해 개척에 나설 것을 설득하여 정착촌의 실권을 잡았다. 스미스는 포우하탄 족 등의 인디언 부족과 협상하여 음식을 얻었다. 또한 이주민은 황금을 찾는 것을 포기하고 옥수수 등의 곡물을 재배하고 식량의 확보에 노력했다.

### 1609년 개혁
1609년, 영국 본국의 버지니아 회사는 회사의 운영기구 개혁에 착수하여 새로운 칙허장을 획득했다. 따라서 회사의 권한이 미치는 지역의 경계를 넓힐 수 있었다. 더 중요한 것은 식민지 경영과 현지에 대한 결정권이 명확하게 회사 협의회에 부여되었다는 것이었다. 또한 회사는 이민자를 보낼 자금을 확보하기 위해 주식을 공개하여 큰 돈이 없어도 여행 경비를 직접 부담하는 것만으로도 버지니아 회사의 주주의 지위를 주기로 했다. 그 자금이 없는 사람은 식민지에서 7년간 노동을 한다는 조건으로 회사의 계약 고용인이 되어 여행할 수 있었다. 식민지는 주주가 고용되어 함께 노동을 하지만, 고용 기간이 끝난 7년 후에는 고용인은 자유롭게 되고, 주주는 회사가 올린 이익 배당으로 적어도 100 에이커의 배당을 받는 약속이 되어 있었다. 1609년 개혁은 단기적으로 보면, 정치적으로도, 경제적으로도 큰 효과를 올렸다. 그러나 이 개혁에 포함된 계약고용인과 토지 분배의 아이디어는 이후 식민지의 발전에 중요한 역할을 했다. 이 해 버지니아 회사는 새로운 식민지에 개척민을 보내려고 노력했고, 약 400명이 제임스타운에 도착했다. 하지만 새로운 이주민을 맞이한 현지에서는 식량부족으로 어려움을 직면해 있었다.

### 압박
1610년 버지니아 식민지 총독에 임명된 제 3대 델라웨어 남작 토마스 웨스트는 그해 여름에 제임스타운에 도착했다. 델라웨어는 계엄권을 가지고 통치를 하는데 있어 정착민을 강제 노동에 시달리게 했다. 가옥이 지어지고, 옥수수가 재배되면서, 식민지의 생존은 가능하게 되었다. 그러나 본국에 보낸 모피, 목재 등 식민지 투자에 대응하여 상환할 수 있는 이익을 올릴 수 있는 전망은 전혀 기대하기 어려웠다. 식민지 개척부터 10년이 지난 1616년에도 이익 배당을 기대할 수 없었기 때문에 회사는 파산 위기에 처해 있었다. 그런 버지니아 식민지에 혜택을 가져온 것은 담배를 재배하면서부터였다. 영국에서는 엘리자베스 1세 시대에 월터 롤리는 담배를 기호품으로 소개하였다. 존 롤프는 버지니아 인디언이 재배하는 담배에 주목하였고, 롤프는 담배 재배를 선도했다. 그러나 버지니아 토종 담배는 악취가 강했기 때문에, 사람들은 서인도 제도에서 개발된 풍미있는 품종을 재배했다. 버지니아 식민지 생활은 담배 재배로 크게 개선되었다.

### 제1차 앵글로- 포우하탄 전쟁
버지니아 회사의 정착민들이 제임스타운에 상륙했을 당시 버지니아 식민지 남동부 타이드워터 지역에는 2만여명의 인디언 부족이 거주하고 있었다. 그리고 그 중심이 되었던 부족은 포우하탄 족이며, 그 지도자 포우하탄 추장은 주변 알곤킨 어족 인디언을 지배하면서 다스렸고, 하나의 연맹체를 구축하고 있었다.
제임스타운 이주민은 원래 인디언과의 우호 관계를 중시했지만, 존 스미스가 지도자가 되면서, 인디언을 강요하지 않으면 유리한 협상 수 없다는 생각에서 총의 위력으로 협박하려고 했다. 따라서 포우하탄 부족과 정착민 사이의 관계는 냉전 상태로 돌입하게 되었다. 그리고 1609년, 갈등은 전투로 발전했다. 존 스미스는 포우하탄 족과 화해를 목표로 중개에 나섰지만, 그 해 폭발 사고로 부상을 입고, 같은 해 12월에는 귀국을 할 수 밖에 없었다. 다음해 1610년 버지니아 식민지 총독에 임명된 제 3대 델라웨어 남작 토마스 웨스트는 그해 여름에 제임스타운에 도착했다. 인디언 부족과의 전투에 대비하여, 델라웨어는 아일랜드 방식의 전략을 구사했다. 그리고 포우하탄 마을을 침입하여 가옥을 불태우고, 식량을 몰수하고, 옥수수 밭에 불을 질렀다. 하지만 포우하탄 추장으로서는 정착촌이 있다면, 금속 제품의 구매를 독점할 수 있었기 때문에 다른 인디언 부족과의 관계에서 유리한 입장에 설 수 있다고 생각하였다. 따라서 이주민과의 전면전은 생각하지 않았고, 전투는 소규모에 벌어졌고, 우호회복의 기회를 엿보고 있었다. 그리고 그런 기회를 만든 것은, 포우하탄 추장의 딸 포카혼타스였다.

### 포카혼타스

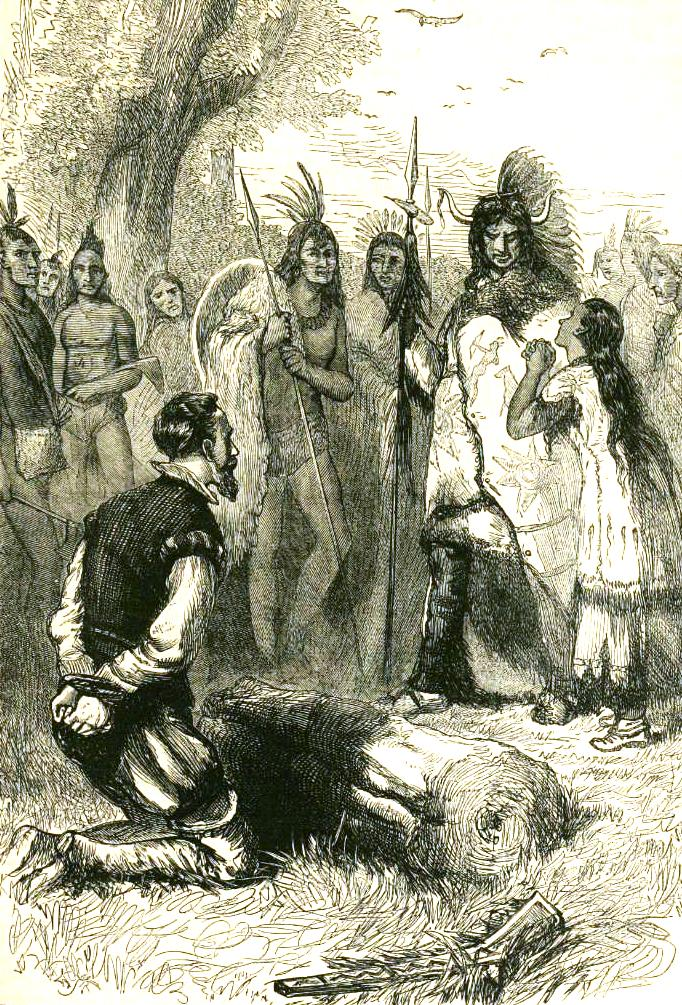
스미스의 목숨을 구하는 포카혼타스, 19세기의 일러스트

포우하탄 부족의 추장 와훈수나콕의 딸로, 그녀의 아버지는 지금의 버지니아주인 미국 동부 지역의 알곤킨 어족 부족들의 연합체를 지배하고 있는 부족장이었다. 포카혼타스의 원래 이름은 마토아카(Matoaka 또는 Matoika, 작은 눈의 깃털)로, 포카혼타스라는 이름은 포우하탄이 그녀가 어렸을 때 자유분방한 성격 때문에 지어준 별명이다(포우하탄 언어로 '작은 장난꾸러기').
1612년, 포카혼타스는 포토맥 족을 방문 중에 영국 배에 유인되어 억류되었다. 영국 측은 그녀를 인질로 잡고, 영국인 포로의 석방, 빼앗긴 무기의 인도, 옥수수 배상 등 거액의 배상금 지불을 요구했다. 포우하탄 측이 수개월 답변을 유보하고 있는 동안, 포카혼타스는 정착민들과 선교사의 교육을 받고서 영어를 익히며 세례를 받고 기독교로 개종한 후에는 구약성서 창세기의 '리브가'에서 따온 ‘레베카’(Rebecca)라는 이름으로 개명하였다.
1614년, 포카혼타스는 존 롤프의 청혼에 따라 이름을 "레베카 롤프"로 바꾸었다. 결혼식에는 그녀의 친척도 몇몇 참석했다. 포우하탄도 두 사람의 결혼을 인정하고, 의례용 사슴가죽 옷을 선물로 주어 축복했다. 이것이 계기가 되어, 이주민과 포우하탄 연합과의 우호 관계가 성립되었다.
존 롤프와 결혼한 후 포카혼타스는 아메리카 원주민으로, 런던으로 이주하여 유명인사가 되었다. 그녀의 결혼은 아메리카 원주민과 영국 정착민들 사이의 평화 관계를 유지하는 데 큰 역할을 하였다.
버지니아 식민지의 출자자들은 영국 본국에서 제임스타운에 더 이상 새로운 이주민을 모집하는 것도, 이 같은 모험적인 사업에 대한 투자자를 찾는 것도 어렵다는 것을 깨달았다. 그래서 포카혼타스 마케팅을 이용하여 “신세계 인디언이 문명에 길들여졌기 때문에 안전한 식민지가 되었다”고 유럽 주민을 설득 시키려 했다. 1616년, 포카혼타스는 롤프와 함께 잉글랜드로 가서 제임스 1세와 그 신하들을 알현했다. 그녀는 그곳에서 “인디언 공주”라고 소개되었고, 잉글랜드에 센세이션을 일으키며 신세계 미국 최초의 국제적인 유명 인사가 되었다. 그리하여 버지니아 식민지로 보다 많은 투자와 왕의 관심을 이끌기 위한 쇼는 대성공을 거두었다.
그러나 버지니아의 공기 속에서 자란 그녀에게 런던 공기는 먼지가 많았고, 폐를 침범했다. 롤프는 그녀의 건강 회복을 위해 버지니아로 돌아가려 했지만 병세가 급속히 악화되어, 포카혼타스는 1617년 3월 사망했다. (사인은 천연두, 폐렴 또는 결핵 등 자료에 따라 다르다.)
포카혼타스의 죽음을 알게 된 포우하탄 추장도 기운을 잃고 지배자의 지위를 동생 오페체카나우에 넘기고, 이듬해 1618년에 사망했다. 오페체카나우는 이주민에게 포우하탄 족이 살지 않는 지역으로의 이주를 인정하는 등 식민지 측에 호의를 보였고, 다른 인디언 부족에 대한 군사적 공동 작전을 제의한 적도 있었다. 오페체카나우 또한 인디언에 대한 기독교 선교에 협력적인 태도를 취했다.

### 1619년 개혁
| 년   | 인구    |
| ---- | ------- |
| 1607 | 104     |
| 1618 | 1,000   |
| 1622 | 1,275   |
| 1680 | 44,000  |
| 1700 | 58,000  |
| 1720 | 88,000  |
| 1770 | 463,000 |

담배 수출로 이익을 창출할 수 있다는 것을 알고, 사람들은 너도나도 담배를 재배하게 되었다. 담배 재배의 성공은 버지니아 회사에 식민 사업을 검토하는 기회를 가져왔다. 그리고 1619년, 조지 야들리와 에드윈 선즈 등에 의해 버지니아 식민지의 대규모 개혁이 실시되었다.
토지의 공동사업이 폐지되었고, 인두권제에 의한 토지 사유를 인정받았다. 이전부터 주민 중 주주의 권리를 가진 자유민은 100 에이커의 토지가 주어졌지만, 새로 자신의 비용으로 이주를 한 사람에게는 1인당 50에이커의 토지를 소유하는 권리를 부여했다. 게다가 고용인을 데려오는 사람에게는 고용인 1인당 50에이커를 주었다. 인두권제에 의해 자금이 있는 사람은 고용인의 수에 따라, 넓은 토지가 주어졌다. 회사는 주는 땅에서 소액이지만, 면역지대를 징수하여 이익을 얻을 수 있었다. 인두권제는 버지니아 회사가 폐지된 이후에도 존속되어 대지주 플랜테이션을 형성하는 기반이 되었다. 이러한 개혁을 통해 식민지의 기초는 다져졌다.
주민들에게는 영국 본국의 국민과 동등한 자유가 보장되었다. 그리고 주민 대표에 의한 의회를 소집하고 의견을 표명할 기회가 주어졌다. 1619년 제임스타운에서 개최된 제1차 의회는 미국에서 처음 열린 의회로 알려져 있다.
주민은 농장별로 구분되어 인구 분포에 따라 네 개의 지역이 설정되었다. 찰스 시티, 엘리자베스 시티, 엔리코 시티, 제임스 시티 네 개의 시는 제임스 강변에 규모를 확대하고, 운송을 위한 수로를 정비하였다. 또한 경제를 발전시키기 위해 이주민을 많이 보내, 담배 이외의 산물을 늘리는 시도도 행해졌다. 하지만 이주민은 재배가 쉽고 안정적으로 수익을 올릴 수 있는 담배 생산에 노력을 집중했다.
다른 특산물을 개발하려는 시도는 실패했지만, 식민지의 인구는 증가했다. 1618년 4월에 불과 400명이었던 버지니아 식민지의 인구는 그해 연말에 1000명이 되었다. 정착민 대부분이 20세 전후의 독신으로, 기간제 계약고용인으로 건너왔다. 1618년부터 1622년까지 정착 해왔던 3,570명의 사람은 대다수가 기간제 계약고용인이었으며, 초기의 고용인은 압도적으로 남성이 많고, 남성 6명당 여성 1명꼴이었다. 기간제 계약고용인은 기한이 끝나면 농기구와 의류를 받아 자유를 누릴 수 있게 될 것이었다. 그러나 초기의 버지니아 식민지의 가혹한 환경에서 역병과 기아에 시달리며, 성공한 사람은 드물었다. 1618년에서 1622년에 온 정착민들 4명 중 3명은 1년 이상 살아남지 못했다.

### 제임스타운의 학살

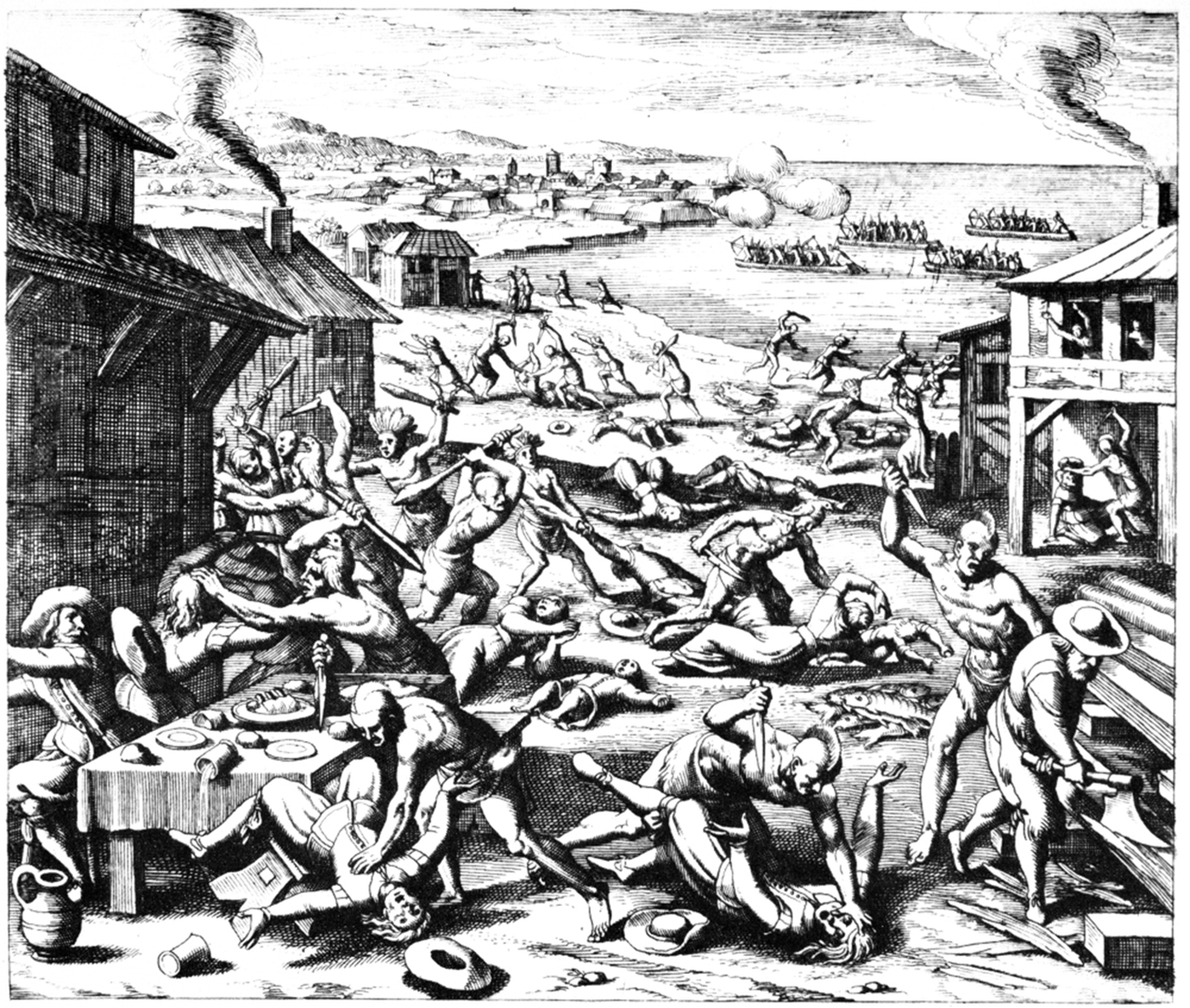
제임스타운의 학살（1622년）

1621년, 이주민에 "날개의 잭"로 알려져 있었던 포우하탄 전사의 지도자가 이주민을 살해하고 그 종자에게 총으로 사살되는 사건이 발생했다. 그것을 계기로 포우하탄 족의 지도자 오페체카나우는 침략자 이주민의 세력 확대를 군사, 문화적인 위협으로 간주하고 정착촌에 대한 전면 공격을 결단했다. 1622년 3월, 오페체카나우는 제임스타운에 기습 공격을 가해, 버지니아 식민지의 모든 이주민의 약 3분의 1에 해당하는 약 347명을 살해했다. 이주민은 "포우하탄 연합과는 전쟁이 있을 뿐"이라는 의식으로 단결했고, 버지니아 회사의 간부도 그것에 찬성했다.
생존한 정착민들은 여름과 가을에 포우하탄 족, 특히 그들이 소유한 옥수수 밭을 습격했다. 그 결과 오페체카나우는 마지못해 협상의 자리에 나오게 되었다. 친절한 인디언 중개자를 통해 이주민과 포우하탄 족 사이에 마침내 평화협정이 체결되었다. 그러나 윌리엄 터커와 존 포츠 박사 등 이주민 측의 일부 지도자가 평화를 축하하는 자리에서 인디언의 술에 독을 넣었다. 그 독으로 약 200명의 인디언을 죽었고, 또한 50명의 인디언이 정착민들의 손에 의해 죽었다. 그러나 오페체카나우는 겨우 도망갈 수 있었다.

## 국왕령 식민지

### 국왕령 식민지로 변경
버지니아 식민지가 담배의 혜택을 보긴 했지만, 안정적인 상태가 되지 않았다. 또한 버지니아 회사도 당초 예상한 이익을 올리지 못했다. 인디언 부족과의 관계도 제임스 타운의 학살 이후 전반적인 충돌 상태가 이어졌다. 이런 상황에서 국왕 제임스 1세는 1624년 버지니아 회사 허가증을 폐지하고, 버지니아 식민지를 국왕령 식민지로 삼았다.
버지니아 식민지는 그때까지 약 8,500명의 이주민이 있었지만, 그 때의 인구는 1,275명이었다. 버지니아 회사의 식민지 사업은 완전히 실패했지만, 기간제 계약고용인의 사용, 인두권한에 따른 토지 분배, 의회의 소집 등 어려운 설립 시기에 채용된 방안은 식민지 사회에 뿌리를 내렸다. 이러한 초기의 관습과 고난을 극복한 정착민들의 기질로 이주민들 사이에서는 자립적 경향이 싹트기 시작했다.
국왕령 식민지가 된 버지니아에 국왕이 총독위원회를 임명했지만, 식민지 의회에서는 승인을 하지 않았다. 하지만 버지니아 식민지 주민대표에 의한 회의가 매년 개최되었다. 1634년에는 의회의 결정에 따라 지방 제도로 카운티 제가 채택되었다. 따라서 버지니아 식민지는 8개의 카운티로 분할되었다. 각 카운티에는 카운티 법원이 설치되어 치안 판사가 행정과 사법을 담당했다. 이 제도는 일부 다른 식민지에서도 채용되었다.
이후 찰스 1세 시대가 된 1639년 국왕은 식민지 의회를 정식으로 승인했다.

### 제2차 앵글로 - 포우하탄 전쟁
1644년, 버지니아 식민지 주민들은 식민지 확장에 저항하는 인디언 부족을 철저한 말살시킬 것을 결정했다. 전투는 식민지 측의 압도적인 승리로 끝났고, 타이드워터 지역의 인디언은 거의 멸족 상태에 빠졌다. 1646년 평화조약이 체결되었고, 식민지의 주민과 인디언 부족은 평화적 공존을 약속했다. 하지만 인디언들은 한때의 거주지에서 내몰려, 요크 강 이북의 보호구역에서 살도록 강요받았다.

### 베이컨의 반란
1670년대 초반, 버지니아 식민지에서는 담배 생산의 확대로 증가된 인구가 인디언에 위협으로 다가왔다. 제2차 앵글로 - 포우하탄 전쟁 이후 평온을 유지하고 있던 인디언과의 관계는 1674년에 무너졌다. 인디언이 거주하는 보호 구역을 플랜테이션이 침범하자 서스쿼해녹 부족은 포토맥 강 상류 메릴랜드 오지로 이동했다. 하지만 백인 자유민들은 특히 해방민들은 변방의 저렴한 토지를 찾아 그 지역의 인디언 부족을 없애줄 것을 요구했다.
1675년, 오지의 인디언 부족 사이에 생긴 분쟁으로 백인 피해자가 발생하자, 서부의 농민들은 보복 군대를 파견하자고 윌리엄 버클리 총독에게 요구했다. 그러나 총독은 비적대적 인디언은 백인과 같은 국왕의 신하로 보호되어야 한다고 주장하고 유화 정책을 고수했다. 그리고 인디언을 소탕하는 대신 요새 건설을 위해 세금을 부과하려 했다. 이에 대해 식민지 평의회 위원 나다니엘 베이컨은 의용병을 모집한 후 총독에게 자신을 인디언 공격 지휘관으로 임명시켜 달라고 요청했다. 이 제안을 거부당하자 베이컨은 병력을 오지에 전진시켜 평화적인 인디언을 살해했다. 버지니아 식민지의 인디언은 이 사건으로 거의 괴멸되었다.
버클리는 베이컨이 상당한 지지자를 모으고 있다는 것을 알고, 한때는 화해를 모색했지만, 결국 양자의 관계는 결렬되었다. 베이컨은 1676년, 지지자를 모아 《인민선언》을 발표하고, 인디언을 없애고, 부유한 "기생자"에 의한 지배를 끝내자고 강조했다. 이렇게 버지니아 식민지는 내란 상태에 빠졌으며, 베이컨은 제임스 타운을 공격하여 불태웠다. 총독은 잠시 피난하여 본국에 지원을 요청했지만, 10월에 베이컨이 전염병에 걸려 급사하자, 통제되지 않은 군대는 패주했다.
베이컨의 반란은 버지니아 식민지 사회에 직접적인 변화를 이끌어 냈다. 그러나 무장 농민봉기는 사회의 밑바닥에 있던 불만을 표면화시켰다. 버지니아 식민지에서는 이 반란으로 백인 기간제 계약고용인을 대신해 흑인노예를 적극적으로 도입하는 하나의 계기가 되었다.

### 노예제의 성립
북아메리카 대륙에 흑인이 노예로 끌려온 것은 1619년 네덜란드 상인이 흑인노예를 버지니아 식민지에 판매한 것이 처음이었다. 하지만 그 후 반세기동안 노예의 노동력은 중요성을 가지지 않았고, 법적인 정비도 이루어지지 않았다. 흑인 노예는 단순한 무기한 계약고용인으로 처리되었고 농장에서는 중요한 노동력을 기간제 계약 고용인에 의존하고 있었다. 1680년 44,000명의 인구를 가지고 있었던 버지니아 식민지는 11,000명의 기간제 계약고용인이 있었는데, 흑인의 수는 3000명에 불과했다.
버지니아 식민지에서 흑인노예의 수입이 증가하고, 노예인구가 눈에 띄게 증가하기 시작한 것은 1680년대부터였다. 1720년에는 흑인노예의 수는 총인구 66,000명 중 13,000명을 차지하게 되었다. 버지니아 식민지에서 노동력의 공급원을 백인 기간제 계약고용인에서 흑인노예로 전환된 것은 베이컨의 반란이 계기가 되었으며, 노예의 노동력에 의존하는 것이 사회적 안정 유지에 도움이 된다고 생각했기 때문이다.
노예 인구가 현저하게 증가하면서, 각 식민지에는 노예에 대한 법규가 정비되었고, 법적으로도 확립된 제도가 되었다. 버지니아 식민지는 1657년 흑인 남자 도제에 관해서는 "연한을 추가해도 손해 배상은 없다"라고 규정했지만, 이것은 1740년대부터 관행이었던 것이 확인되었다. 또한 1661년에, 흑인 여성이 낳은 아이의 신분은 아버지의 신분에 관계없이 노예의 신분을 계승하도록 명문화시켰고 1667년에는 노예가 세례를 받아도 자유로운 신분이 될 수 없도록 결정되었다.
이후 계속해서 노예법이 만들어져 1705년에는 포괄적인 노예법이 제정되었다. 이 법률은 그때까지의 관행을 집대성한 것으로, 이미 버지니아 식민지 노예에게 확고히 적용되는 것이었다. 노예법은 노예의 신분을 규정할 뿐만 아니라 노예 관리를 목표로 하게 되었다. 1723년에는 노동과 예배 목적 이외의 노예 집회를 금지하고 도망은 중죄로, 폭동 모의는 사형으로 규정했다.

### 경제 발전
국왕령 식민지가 된 이후 대폭적인 자치의 확립으로, 버지니아 식민지에서는 비교적 평화로운 시기가 계속되었다. 담배 생산은 비약적으로 증가하였고, 배가 지나갈 수 있는 강을 따라 플랜테이션이 차례대로 세워졌다.
버지니아 식민지 정부가 있던 제임스 타운은 말라리아 등 전염병이 자주 발생했다. 따라서 1699년, 식민지 정부는 제임스 타운 외곽 도시인 윌리엄스버그로 이전했다.
버지니아 식민지에서는 흑인노예가 농장의 노동력으로 사용되었지만, 18세기를 통해 백인 농민도 증가하여 흑인 노예가 인구의 대부분을 차지하한 것은 아니었다. 광활한 오지를 가지고 있던 버지니아 식민지 타이드워터 지역 서쪽에 있는 피트몬드 지역이 발전하고, 식민지 시대 말기에는 북미 대륙의 식민지에서 가장 많은 인구를 가진 식민지가 되었다. 백인 인구도 가장 많이 보유하고 있었다.
타이드워터 지역에도 많은 중소 농민이 있었으며, 서쪽에는 많은 백인 농민이 진출하여 주로 밀가루를 생산했다. 담배는 해외 시장에서 가격 변동이 두드러졌기 때문에 농장에서 작물을 다양화하여 곡물 생산에 중점을 두게 되었다. 그 결과, 밀과 밀가루는 담배에 이어 제 2의 수출품이 되었다.
북미 대륙 최대의 인구를 자랑하던 버지니아 식민지는 독립 직전인 1770년까지 도시다운 도시가 없는 식민지였다. 식민 정부가 있던 윌리엄스버거는 인구 2000명 정도의 거리이며, 버지니아 식민지 최대의 무역 도시 노퍽도 인구 6000명 정도였다. 버지니아 식민지는 만과 강이 많은 지형으로 물자를 수송하는 선박이 집중된 도시가 불가능했다. 따라서 식민지 산물을 해외 시장으로 수출하여 판매를 하는 상인 계급을 창출했다. 노퍽에 사는 사람들은 스코틀랜드에서 이주한 스코틀랜드 상인의 대리인들이었다.

### 식민지 정치체제
버지니아 식민지는 국왕령이기 때문에 총독은 영국 국왕에 의해 임명되었다. 정치 조직은 총독, 평의회, 대의회 삼자로 구성되었다. 총독은 영국 본국에서 부임해 오는 것이 통례였다.
평의회는 총독에게 조언을 하는 기관으로, 총독을 보좌하고 행정적인 업무를 수행했다. 또한 식민지 의회의 상원 역할도 했고, 총독과 함께 식민지 항소법원의 역할을 하였다. 그러나 사법에 대해서는 전문적인 지식이 필요했기 때문에 전문 판사로 구성된 대법원이 별도로 마련되어 있었다. 평의원직은 국왕이 임명했기 때문에 영국 본국의 거주자가 발령받은 식민지로 오는 경우도 있었지만 대부분은 식민지 상층 계급에서 가장 좋은 가문이 가족의 구성원이 그 지위를 차지했다.
평의회는 식민지 상층 계급에서 가장 좋은 가문의 구성원이 차지했고, 무기한 임기에, 변동이 거의 없었다. 때문에 18세기 식민지 발전 과정에서 등장한 다수의 상층 계급의 멤버는 지역 사회에서 선출된 대의회의 의원이 되었고, 식민지 의회의 하원로서의 지위를 구축했다. 일반적으로 북미 대륙에 식민지 대의회는 "식민지 어셈블리"이라고 불렸지만, 버지니아 식민지의 대의회는 "하우스 오브 바제세스"라고 불렀다. 18세기 식민지 대의회의 권한 확대 추구, 대두된 상층 계급의 정치권력 추구였다. 대의회는 과세에 대한 동의권뿐만 아니라 식민지의 재정 지출에 대해서도 입법을 발의하며, 많은 식민지 부과금과 지출을 담당하는 식민지 관리를 임명하는 권한을 획득했다. 이러한 대의회의 권한 확대는 1721년, 20년 동안 영국에서 장기 집권을 유지한 로버트 월폴 시대의 "유리한 태만" 정책에 도움을 받았다.
버지니아 식민지에서는 대의원을 선거로 선출했다. 참정권은 영국의 경우와 마찬가지로 일정한 재산을 소유한 남성으로 제한되어 있었다. 50에이커의 광활한 지역 또는 25에이커에 개발된 토지에 12평방피트의 주택 또는 시내 한 구역과 12 평방피트의 주택이 있는 사람만이 정치에 참여할 수 있었다.

### 교육
버지니아 식민지에서는 18세기 후반까지 상류 계층의 남성은 관리에 대한 학식을 갖게 되고, 고전 교양과 근세의 사상가와 법률가의 저서를 어느 정도 꿰고 있었다. 초등교육은 프로테스탄트의 교구 학교에 의한 교육과 가정교사에 의한 교육이 일반적이었다.
1693년에는 스코틀랜드 출신의 성직자 제임스 블레어가 영국 국왕의 허가증을 얻어, 윌리엄 앤드 메리 대학을 설립했다. 윌리엄 앤드 메리 대학은 식민지의 자녀 교육을 목적으로 윌리엄스버그에 설립되었으며, 이후 토머스 제퍼슨과 제임스 먼로 등 독립운동에 중요한 역할을 하는 인물을 배출했다.

### 프랑스-인디언 전쟁
1754년 무렵부터 오하이오 강 유역에서는 영국과 프랑스의 대립이 빈번해졌다. 프랑스는 이 지역에 대한 영국의 진출을 저지하려는 자세를 보였고, 버지니아 식민지 정부의 명을 받은 조지 워싱턴은 1754년 봄부터 여름에 걸쳐, 버지니아의 병사를 지휘하여 듀켄 요새를 점령하려고 했던 이 우세한 프랑스군에 패했다.

## 같이 보기
- 플리머스 식민지